# Rally di Monte Carlo 2018
Il Rally di Monte Carlo 2018, ufficialmente denominato 86ème Rallye Automobile Monte-Carlo, è stata la prima prova del campionato del mondo rally 2018 nonché l'ottantaseiesima edizione del Rally di Monte Carlo e la quarantesima con valenza mondiale. La manifestazione si è svolta dal 25 al 28 gennaio sugli asfalti ghiacciati delle Alpi francesi a nord del Principato di Monaco, con base a Gap.
L'evento è stato vinto dai campioni del mondo in carica, i francesi Sébastien Ogier e Julien Ingrassia al volante di una Ford Fiesta WRC della scuderia M-Sport Ford World Rally Team, davanti alla coppia estone formata da Ott Tänak e Martin Järveoja su Toyota Yaris WRC della squadra ufficiale Toyota Gazoo Racing WRT e a quella finlandese composta da Jari-Matti Latvala e Miikka Anttila, anch'essi su Yaris WRC del team Toyota.
I cechi Jan Kopecký e Pavel Dresler, su Škoda Fabia R5 della squadra Škoda Motorsport, hanno invece conquistato la vittoria nella categoria WRC-2, mentre gli italiani Enrico Brazzoli e Luca Beltrame hanno vinto la classe WRC-3 alla guida di una Peugeot 208 R2 del team Vieffe Corse SRL.

## Itinerario

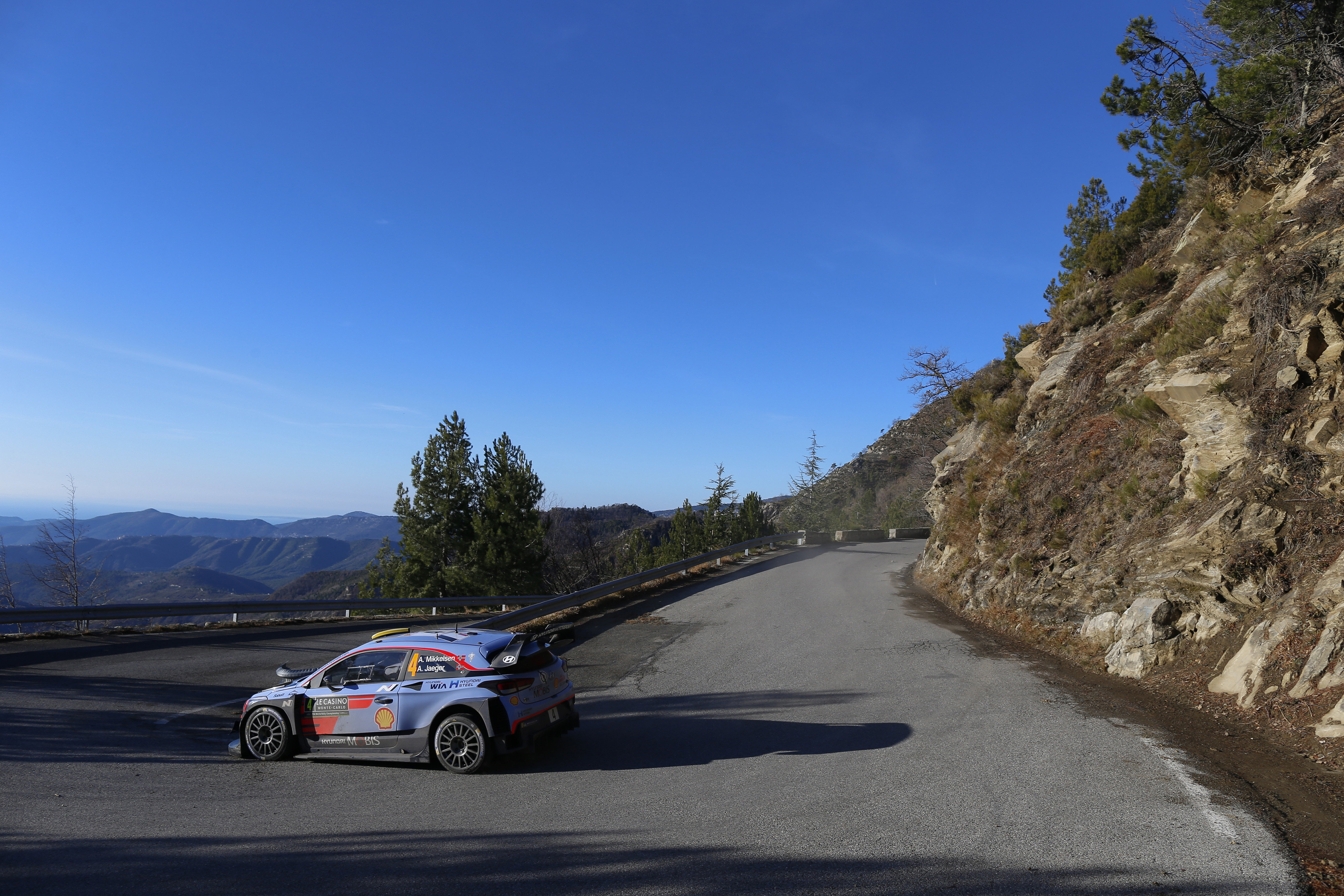
Tornante affrontato da Andreas Mikkelsen e Anders Jæger

La manifestazione si disputò prevalentemente nella regione della Provenza-Alpi-Costa Azzurra con sconfinamenti in quella dell'Alvernia-Rodano-Alpi, nella Francia sud-orientale, articolandosi in 17 prove speciali distribuite in quattro giorni, per un totale di 388,59 km. Per il quarto anno consecutivo il rally ebbe sede a Gap, capoluogo del dipartimento delle Alte Alpi, dove venne allestito il parco assistenza per tutti i concorrenti, mentre nel Principato di Monaco ebbero luogo la cerimonia di apertura e quella premiazione.
Il rally iniziò la sera di giovedì 25 gennaio, con il trasferimento dalla piazza del Casinò verso la sede delle due speciali da disputarsi in notturna, entrambe nel dipartimento delle Alpi dell'Alta Provenza, la prima con partenza a Thoard e arrivo a Sisteron (da corrersi in direzione inversa rispetto al 2017), in questa edizione la più lunga del rally con 36,69 km, e la seconda tra Bayons, a nord del dipartimento, e Bréziers, oltre il confine con le Alte Alpi.
La seconda frazione (disputatasi venerdì 26 gennaio) fu la più lunga del rally, con oltre 144 km di percorrenza totale, e si articolava in due sezioni di tre prove ciascuna, da svolgersi una al mattino e una al pomeriggio, sulle tortuose strade a sud-ovest di Gap, comprendente la speciale da Vitrolles a Oze (nel dipartimento delle Alte Alpi), quella tra Roussieux ed Eygalayes, nel dipartimento della Drôme, e la Vaumeilh – Claret, nelle Alpi dell'Alta Provenza, a concludere il giro prima del ritorno serale nella vicina Gap per il pernottamento di concorrenti e vetture.
Durante la terza frazione (sabato 27 gennaio) si gareggiò a nord-ovest di Gap, nella sezione comprendente due prove da ripetere anche al pomeriggio: la prima con partenza a Agnières-en-Dévoluy (Alte Alpi) e arrivo a Corps (sconfinando nel dipartimento dell'Isère) e la seconda tra Saint-Léger-les-Mélèzes e La Bâtie-Neuve, sempre nella Alte Alpi; al termine di questo loop si disputò l'ultima speciale di giornata, che fu la ripetizione della Bayons - Bréziers, già corsa il giovedì in notturna.
Per la giornata finale di domenica 28 gennaio ci si spostò verso sud-est in direzione di Nizza e di Montecarlo, in pieno dipartimento delle Alpi Marittime e il programma prevedeva due prove da ripetersi nella stessa mattinata senza l'ausilio del parco assistenza, di cui la prima tra La Bollène-Vésubie e la località di Peïra-Cava, contenente il celebre Col de Turini, affrontato a circa metà percorso e la seconda (valevole anche come power stage nel secondo passaggio) sul tragitto che collega la località di La Cabanette al Col de Braus in territorio di Lucéram, quest'ultima una prova totalmente inedita.

## Resoconto
I francesi campioni del mondo in carica Sébastien Ogier e Julien Ingrassia, su Ford Fiesta WRC della squadra M-Sport Ford, conquistarono la loro quinta vittoria consecutiva al Montecarlo, guidando la corsa dalla prima all'ultima speciale. Staccata a poco meno di un minuto la coppia estone formata da Ott Tänak e Martin Järveoja, al convincente debutto sulla Toyota Yaris WRC, precedendo di 53 secondi i compagni di squadra finlandesi Jari-Matti Latvala e Miikka Anttila, autori di una prova di consistenza pur non riuscendo a essere veloci come gli estoni.

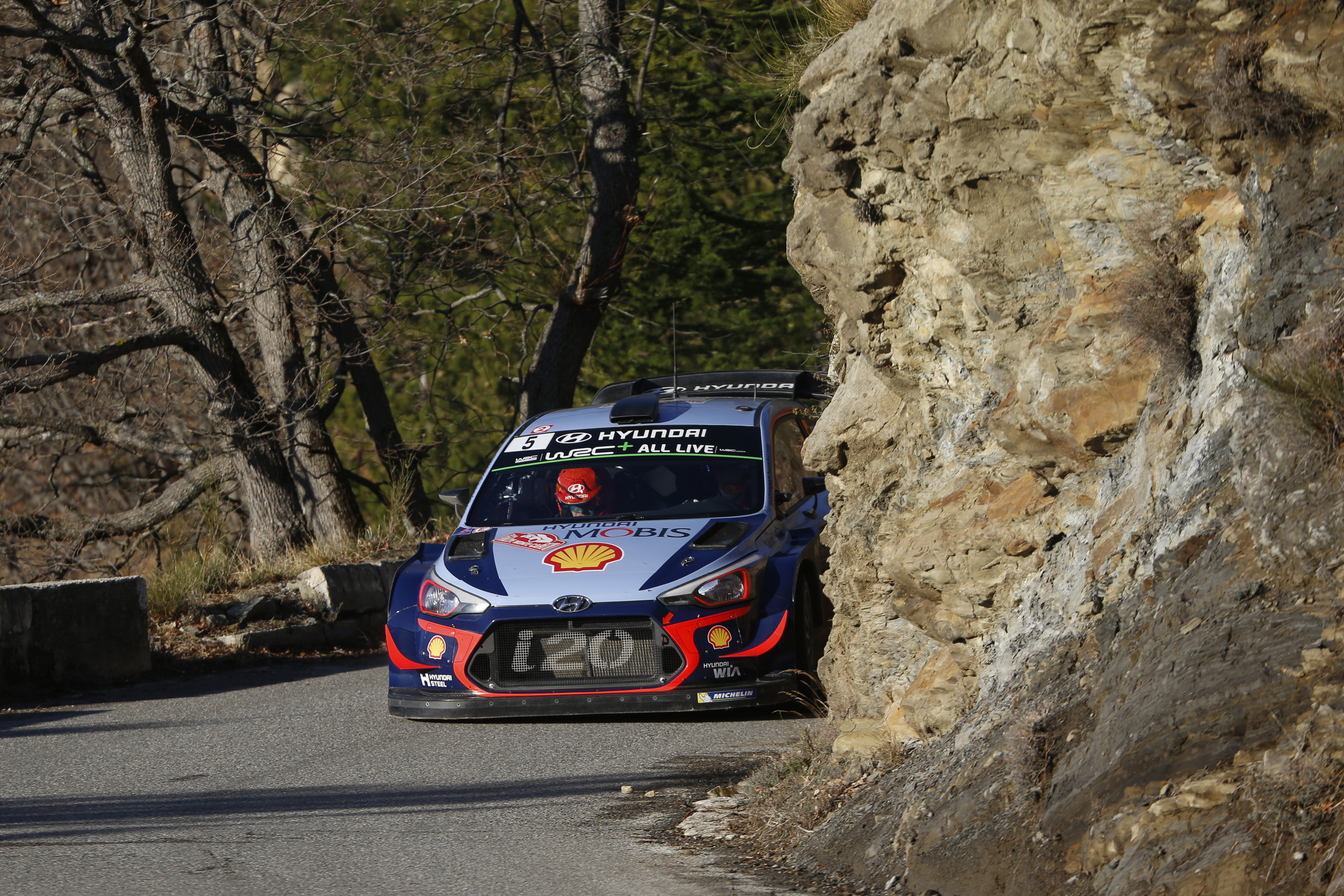
Thierry Neuville e Nicolas Gilsoul, quinti classificati

Quarti, a circa tre minuti dal podio, sono giunti Kris Meeke e Paul Nagle, alfieri della Citroën, i quali, nonostante i problemi accusati in tutto il week-end dalla loro C3 WRC, sono riusciti a vincere la power stage e a portare quindi punti importanti alla casa francese. Al quinto posto si è piazzata la prima delle vetture Hyundai, condotta da Thierry Neuville e Nicolas Gilsoul, attardati sin dalle prime prove speciali del giovedì a causa di testacoda e forature ma capaci di recuperare dall'undicesima alla quinta posizione durante tutto il rally. Sesti Elfyn Evans e Daniel Barritt, sulla seconda Fiesta WRC, e settimi gli altri finlandesi della Toyota Esapekka Lappi e Janne Ferm, sopravanzati in classifica soltanto nelle ultime prove proprio da Neuville e Gilsoul. A chiudere la top ten il francese Bryan Bouffier (M-Sport Ford), giunto all'ottavo posto davanti a Craig Breen (Citroën), nono, e al ceco Jan Kopecký, decimo su Škoda Fabia R5, prima vettura di classe WRC-2.

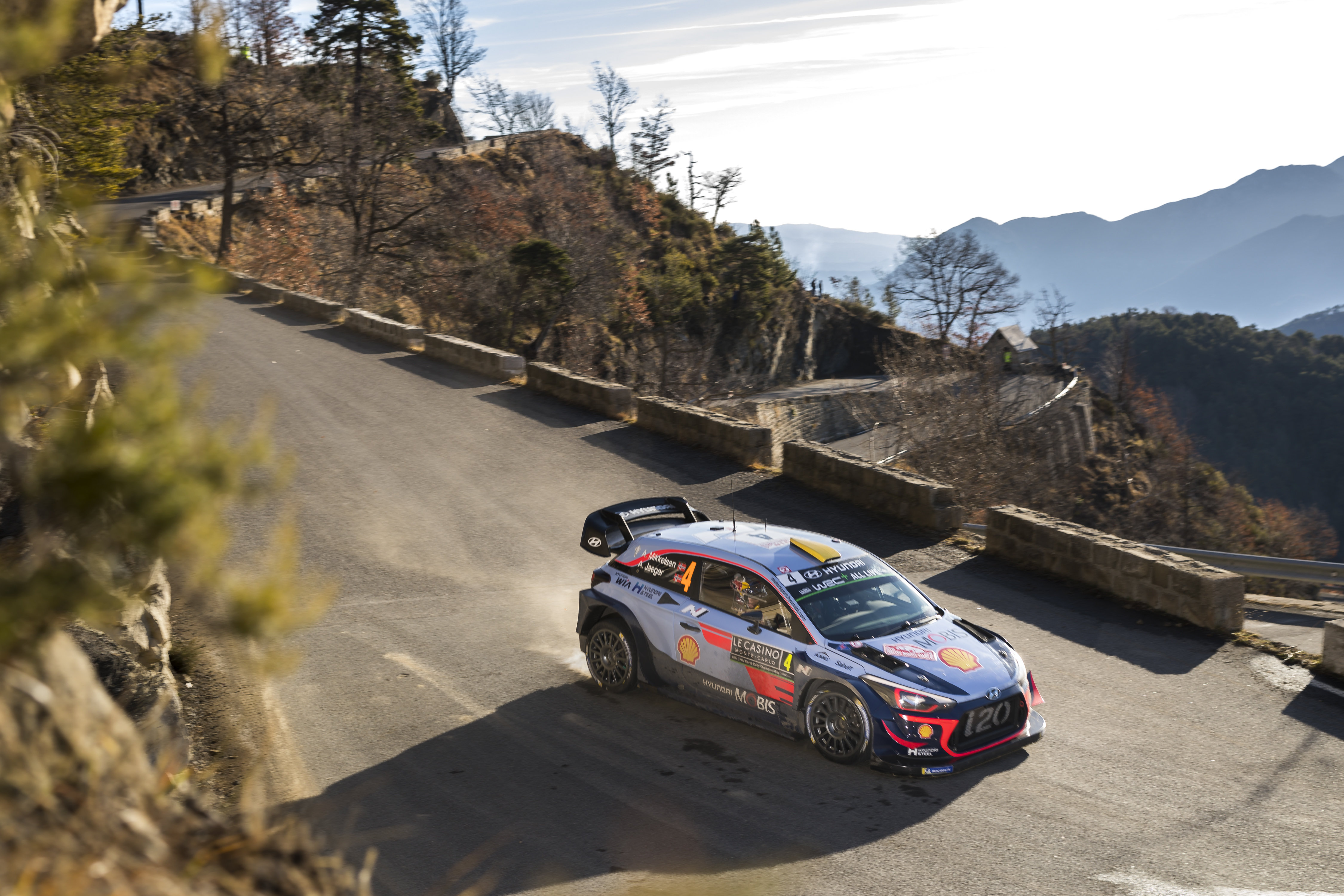
Andreas Mikkelsen e Anders Jæger in gara

Da segnalare il ritiro di Dani Sordo su Hyundai i20 Coupe WRC il quale, terzo in classifica al termine della seconda giornata, incappò in un incidente durante la PS9 e dovette quindi ritirarsi definitivamente. Il suo compagno di squadra Andreas Mikkelsen è giunto invece al tredicesimo posto dopo essere stato costretto al ritiro nella giornata di venerdì a causa della rottura dell'alternatore; rientrato in gara nella giornata successiva con la regola del rally 2, è riuscito infine a guadagnare tre punti nella power stage conclusiva.

## Risultati

### Classifica
| Pos.     | Nº       | Pilota              | Co-pilota        | Auto                  | Squadra                     | Classe      | Tempo     | Distacco | Punti    |
| Generale | Generale | Generale            | Generale         | Generale              | Generale                    | Generale    | Generale  | Generale | Generale |
| -------- | -------- | ------------------- | ---------------- | --------------------- | --------------------------- | ----------- | --------- | -------- | -------- |
| 1.       | 1        | Sébastien Ogier     | Julien Ingrassia | Ford Fiesta WRC       | M-Sport Ford WRT            | WRC         | 4h18'55"5 |          | 26       |
| 2.       | 8        | Ott Tänak           | Martin Järveoja  | Toyota Yaris WRC      | Toyota Gazoo Racing WRT     | WRC         | 4h19'53"8 | +58"3    | 18       |
| 3.       | 7        | Jari-Matti Latvala  | Miikka Anttila   | Toyota Yaris WRC      | Toyota Gazoo Racing WRT     | WRC         | 4h20'47"5 | +1'52"0  | 17       |
| 4.       | 10       | Kris Meeke          | Paul Nagle       | Citroën C3 WRC        | Citroën Total Abu Dhabi WRT | WRC         | 4h23'38"6 | +4'43"1  | 17       |
| 5.       | 5        | Thierry Neuville    | Nicolas Gilsoul  | Hyundai i20 Coupe WRC | Hyundai Shell Mobis WRT     | WRC         | 4h23'49"3 | +4'53"8  | 14       |
| 6.       | 2        | Elfyn Evans         | Daniel Barritt   | Ford Fiesta WRC       | M-Sport World Rally Team    | WRC         | 4h23'50"3 | +4'54"8  | 8        |
| 7.       | 9        | Esapekka Lappi      | Janne Ferm       | Toyota Yaris WRC      | Toyota Gazoo Racing WRT     | WRC         | 4h23'53"0 | +4'57"5  | 6        |
| 8.       | 3        | Bryan Bouffier      | Xavier Panseri   | Ford Fiesta WRC       | M-Sport Ford WRT            | WRC         | 4h26'35"0 | +7'39"5  | 4        |
| 9.       | 11       | Craig Breen         | Scott Martin     | Citroën C3 WRC        | Citroën Total Abu Dhabi WRT | WRC         | 4h28'02"2 | +9'06"7  | 2        |
| 10.      | 32       | Jan Kopecký         | Pavel Dresler    | Škoda Fabia R5        | Škoda Motorsport II         | RC2 / WRC-2 | 4h35'38"5 | +16'43"0 | 1        |
| ...      | ...      | ...                 | ...              | ...                   | ...                         | ...         | ...       | ...      | ...      |
| 13.      | 4        | Andreas Mikkelsen   | Anders Jæger     | Hyundai i20 Coupe WRC | Hyundai Shell Mobis WRT     | WRC         | 4h55'47"8 | +36'52"3 | 3        |
| WRC-2    |          |                     |                  |                       |                             |             |           |          |          |
| 1. (10.) | 32       | Jan Kopecký         | Pavel Dresler    | Škoda Fabia R5        | Škoda Motorsport II         | RC2 / WRC-2 | 4h35'38"5 |          | 25       |
| 2. (14.) | 36       | Eddie Sciessere     | Flavio Zanella   | Citroën DS3 R5        | -                           | RC2 / WRC-2 | 4h58'26"2 | +22'47"7 | 18       |
| 3. (18.) | 33       | Teemu Suninen       | Mikko Markkula   | Ford Fiesta R5        | M-Sport Ford WRT            | RC2 / WRC-2 | 5h09'09"6 | +33'31"1 | 15       |
| 4. (19.) | 35       | Guillaume de Mevius | Louis Louka      | Peugeot 208 T16       | -                           | RC2 / WRC-2 | 5h09'24"6 | +33'46"1 | 12       |
| WRC-3    |          |                     |                  |                       |                             |             |           |          |          |
| 1. (20.) | 61       | Enrico Brazzoli     | Luca Beltrame    | Peugeot 208 R2        | Vieffe Corse                | RC4 / WRC-3 | 5h22'03"0 |          | 25       |
| 2. (31.) | 64       | Amaury Molle        | Renaud Herman    | Peugeot 208 R2        | -                           | RC4 / WRC-3 | 5h44'27"9 | +22'24"9 | 18       |
| 3. (35.) | 62       | Taisko Lario        | Tatu Hämäläinen  | Peugeot 208 R2        | -                           | RC4 / WRC-3 | 5h55'00"2 | +32'57"2 | 15       |

| Principali ritiri | Principali ritiri | Principali ritiri | Principali ritiri | Principali ritiri     | Principali ritiri       | Principali ritiri | Principali ritiri | Principali ritiri |
| PS                | Nº                | Pilota            | Copilota          | Auto                  | Squadra                 | Classe            | Causa             | Pos.              |
| ----------------- | ----------------- | ----------------- | ----------------- | --------------------- | ----------------------- | ----------------- | ----------------- | ----------------- |
| PS 9              | 6                 | Dani Sordo        | Carlos del Barrio | Hyundai i20 Coupe WRC | Hyundai Shell Mobis WRT | WRC               | Fuori strada      | 3º                |

Legenda
| Icona | Note                                                                                 |
| ----- | ------------------------------------------------------------------------------------ |
| WRC   | Equipaggio di classe WRC che può conquistare punti per il campionato costruttori     |
| WRC   | Equipaggio di classe WRC che non può conquistare punti per il campionato costruttori |
| WRC-2 | Equipaggio registrato al campionato WRC-2                                            |
| WRC-3 | Equipaggio registrato al campionato WRC-3                                            |
| JWRC  | Equipaggio registrato al campionato Junior WRC                                       |
|       | Ulteriori classificazioni                                                            |

### Prove speciali
| Frazione            | Prova | Ora   | Nome                                        | Lunghezza | Vincitori                        | Tempo   | Leader del rally                 |
| ------------------- | ----- | ----- | ------------------------------------------- | --------- | -------------------------------- | ------- | -------------------------------- |
| Frazione 1 (25 Gen) | PS1   | 21:43 | Thoard - Sisteron                           | 36,69 km  | Sébastien Ogier Julien Ingrassia | 23'16"6 | Sébastien Ogier Julien Ingrassia |
| Frazione 1 (25 Gen) | PS2   | 22:51 | Bayons - Bréziers 1                         | 25,49 km  | Sébastien Ogier Julien Ingrassia | 14'53"2 | Sébastien Ogier Julien Ingrassia |
| Frazione 2 (26 Gen) | PS3   | 08:51 | Vitrolles - Oze 1                           | 26,72 km  | Ott Tänak Martin Järveoja        | 16'32"3 | Sébastien Ogier Julien Ingrassia |
| Frazione 2 (26 Gen) | PS4   | 10:04 | Roussieux - Eygalayes 1                     | 30,54 km  | Sébastien Ogier Julien Ingrassia | 18'25"3 | Sébastien Ogier Julien Ingrassia |
| Frazione 2 (26 Gen) | PS5   | 11:37 | Vaumeilh - Claret 1                         | 15,18 km  | Elfyn Evans Daniel Barritt       | 8'42"6  | Sébastien Ogier Julien Ingrassia |
| Frazione 2 (26 Gen) | PS6   | 13:58 | Vitrolles - Oze 2                           | 26,72 km  | Ott Tänak Martin Järveoja        | 16'45"5 | Sébastien Ogier Julien Ingrassia |
| Frazione 2 (26 Gen) | PS7   | 15:11 | Roussieux - Eygalayes 2                     | 30,54 km  | Elfyn Evans Daniel Barritt       | 19'03"5 | Sébastien Ogier Julien Ingrassia |
| Frazione 2 (26 Gen) | PS8   | 16:44 | Vaumeilh - Claret 1                         | 15,18 km  | Thierry Neuville Nicolas Gilsoul | 8'36"2  | Sébastien Ogier Julien Ingrassia |
| Frazione 3 (27 Gen) | PS9   | 08:08 | Agnières-en-Dévoluy – Corps 1               | 29,16 km  | Andreas Mikkelsen Anders Jæger   | 25'11"8 | Sébastien Ogier Julien Ingrassia |
| Frazione 3 (27 Gen) | PS10  | 09:16 | Saint-Léger-les-Mélèzes – La Bâtie-Neuve 1  | 16,87 km  | Ott Tänak Martin Järveoja        | 12'16"8 | Sébastien Ogier Julien Ingrassia |
| Frazione 3 (27 Gen) | PS11  | 11:57 | Agnières-en-Dévoluy – Corps 2               | 29,16 km  | Ott Tänak Martin Järveoja        | 19'06"4 | Sébastien Ogier Julien Ingrassia |
| Frazione 3 (27 Gen) | PS12  | 13:08 | Saint-Léger-les-Mélèzes – La Bâtie-Neuve 2  | 16,87 km  | Thierry Neuville Nicolas Gilsoul | 10'48"6 | Sébastien Ogier Julien Ingrassia |
| Frazione 3 (27 Gen) | PS13  | 16:09 | Bayons - Bréziers 2                         | 25,49 km  | Thierry Neuville Nicolas Gilsoul | 14'32"8 | Sébastien Ogier Julien Ingrassia |
| Frazione 4 (28 Gen) | PS14  | 08:32 | La Bollène-Vésubie – Peïra-Cava 1           | 18,41 km  | Sébastien Ogier Julien Ingrassia | 13'51"4 | Sébastien Ogier Julien Ingrassia |
| Frazione 4 (28 Gen) | PS15  | 09:08 | La Cabanette - Col de Braus 1               | 13,58 km  | Thierry Neuville Nicolas Gilsoul | 10'34"1 | Sébastien Ogier Julien Ingrassia |
| Frazione 4 (28 Gen) | PS16  | 10:55 | La Bollène-Vésubie – Peïra-Cava 2           | 18,41 km  | Thierry Neuville Nicolas Gilsoul | 13'07"8 | Sébastien Ogier Julien Ingrassia |
| Frazione 4 (28 Gen) | PS17  | 12:18 | La Cabanette - Col de Braus 2 (power stage) | 13,58 km  | Kris Meeke Paul Nagle            | 10'06"7 | Sébastien Ogier Julien Ingrassia |

### Power stage
PS17: La Cabanette - Col de Braus 2 di 13,58 km, disputatasi domenica 28 gennaio 2018 alle ore 12:18 (UTC+1).
| Pos. | No. | Pilota             | Co-pilota        | Auto                  | Classe | Tempo   | Distacco | Punti |
| ---- | --- | ------------------ | ---------------- | --------------------- | ------ | ------- | -------- | ----- |
| 1    | 10  | Kris Meeke         | Paul Nagle       | Citroën C3 WRC        | WRC    | 10'06"7 |          | 5     |
| 2    | 5   | Thierry Neuville   | Nicolas Gilsoul  | Hyundai i20 Coupe WRC | WRC    | 10'09"0 | +2"3     | 4     |
| 3    | 4   | Andreas Mikkelsen  | Anders Jæger     | Hyundai i20 Coupe WRC | WRC    | 10'11"1 | +4"4     | 3     |
| 4    | 7   | Jari-Matti Latvala | Miikka Anttila   | Toyota Yaris WRC      | WRC    | 10'13"6 | +6"9     | 2     |
| 5    | 1   | Sébastien Ogier    | Julien Ingrassia | Ford Fiesta WRC       | WRC    | 10'14"8 | +8"1     | 1     |

## Classifiche mondiali[10]
Classifica piloti
| Pos. | Pilota             | Punti |
| ---- | ------------------ | ----- |
| 1    | Sébastien Ogier    | 26    |
| 2    | Ott Tänak          | 18    |
| 3    | Jari-Matti Latvala | 17    |
| 4    | Kris Meeke         | 17    |
| 5    | Thierry Neuville   | 14    |
| 6    | Elfyn Evans        | 8     |
| 7    | Esapekka Lappi     | 6     |
| 8    | Bryan Bouffier     | 4     |
| 9    | Andreas Mikkelsen  | 3     |
| 10   | Craig Breen        | 2     |
| 11   | Jan Kopecký        | 1     |

Classifica co-piloti
| Pos. | Co-pilota        | Punti |
| ---- | ---------------- | ----- |
| 1    | Julien Ingrassia | 26    |
| 2    | Martin Järveoja  | 18    |
| 3    | Miikka Anttila   | 17    |
| 4    | Paul Nagle       | 17    |
| 5    | Nicolas Gilsoul  | 14    |
| 6    | Daniel Barritt   | 8     |
| 7    | Janne Ferm       | 6     |
| 8    | Xavier Panseri   | 4     |
| 9    | Anders Jæger     | 3     |
| 10   | Scott Martin     | 2     |
| 11   | Pavel Dresler    | 1     |

Classifica costruttori WRC
| Pos. | Squadra                     | Punti |
| ---- | --------------------------- | ----- |
| 1    | M-Sport Ford WRT            | 33    |
| 2    | Toyota Gazoo Racing WRT     | 33    |
| 3    | Citroën Total Abu Dhabi WRT | 18    |
| 4    | Hyundai Shell Mobis WRT     | 14    |